# اوسئولا مک‌کارتی
اسئولا مک کارتی (انگلیسی: Oseola McCarty; ۷ مارس ۱۹۰۸ – ۲۶ سپتامبر ۱۹۹۹) اهل ایالات متحده آمریکا بود. یک لباسشویی محلی در هتیزبرگ، میسیسیپی بود که مشهورترین شخص خیر در دانشگاه میسی‌سی‌پی جنوبی تبدیل شد. اوسئولا یک زن آفریقایی-آمریکایی بود که در سال ۱۹۰۸ در می‌سی‌سی‌پی به دنیا آمد و در کلاس ششم مدرسه را برای کمک به یک خاله بیمار رها کرد. او هرگز به تحصیلات خود برنگشت اما در عوض تا سن ۸۷ سالگی لباس‌های دیگران را می‌شست. اگرچه پول زیادی به دست نمی‌آورد، اما اندکی داشت. هزینه کرد و معادل نیم میلیون دلار انباشته شد.
وقتی بانکدارش از او پرسید که چگونه می‌خواهد این پول را سرمایه‌گذاری کند، او پاسخ داد که می‌خواهد آن را به خیریه بدهد. او این کار را انجام داد و یک صندوق برای دختران آفریقایی-آمریکایی ایجاد کرد تا به کالج بروند.
مک کارتی پس از آن که در ژوئیه ۱۹۹۵ اعلام شد که یک تراست (حقوق) ایجاد کرده‌است، توجه جهانی را به خود جلب کرد که از طریق آن در هنگام مرگ، بخشی از پس‌انداز زندگی او به دانشگاه سپرده می‌شود تا برای دانشجویان مستحق بورسیه تحصیلی ارائه کند. از کمک‌های مالی این مبلغ ۱۵۰۰۰۰ دلار تخمین زده شد، که با توجه به شغل کم دستمزد او، مبلغی شگفت‌انگیز است.
مک کارتی در شهرستان شهرستان وین، میسیسیپی به دنیا آمد و در کودکی به هاتسبورگ نقل مکان کرد.
در کلاس ششم، عمه‌اش (که فرزندی نداشت) در بیمارستان بستری شد و بعداً به مراقبت‌های خانگی نیاز داشت، بنابراین مک کارتی مدرسه را ترک کرد و دیگر برنگشت. او بعداً مانند مادربزرگش یک لباسشویی شد، حرفه ای که تا زمانی که آرتروز او را مجبور به ترک در سال ۱۹۹۴ کرد، ادامه داد.
مادربزرگ مک کارتی در سال ۱۹۴۴ درگذشت، پس از آن مادرش در سال ۱۹۶۴ و عمه او در سال ۱۹۶۷ درگذشت. مک کارتی هرگز ازدواج نکرد و فرزندی نداشت. مک کارتی در سال ۱۹۹۹ بر اثر سرطان کبد درگذشت.

## صرفه‌جویی
حتی قبل از ترک تحصیل، مک کارتی توسط مادرش آموزش پس‌انداز کردن پول را دریافت کرد. او اولین حساب پس‌انداز خود را در اولین بانک ملی می‌سی‌سی‌پی افتتاح کرد و در طول سال‌ها، چندین حساب دیگر در بانک‌های منطقه ای مختلف باز کرد، که او را امین امانت و وصی اموال خود قرار داد.
مک کارتی هرگز ماشین نداشت. او هر جا می‌رفت قدم می‌زد و یک سبد خرید را نزدیک به یک مایل فشار می‌داد تا مواد غذایی تهیه کند. او با دوستانش سوار شد تا در مراسم کلیسای باپتیست دوستی شرکت کند. او مشترک هیچ روزنامه ای نبود و هزینه را اسراف می‌دانست. به‌طور مشابه، اگرچه او صاحب یک تلویزیون سیاه و سفید بود، اما فقط پخش برنامه دریافت می‌کرد. در سال ۱۹۴۷ عمویش خانه ای را که تا زمان مرگ در آن زندگی می‌کرد به او داد. او همچنین هنگام مرگ از خاله و مادرش مقداری پول دریافت کرد که آن را نیز در پس‌انداز قرار داد.